# Каллірое
Каллірое (Юпітер XVII) – нерегулярний супутник Юпітера, відкритий 1999 року.

## Відкриття
Супутник відкрили в проєкті Spacewatch у період із 6 жовтня по 4 листопада 1999 року, як астероїд. Він отримав позначення 1999 UX18.
У 18 липня 1999 року Тім Спагр (англ. Tim Spahr) з обсерваторії Кітт-Пік, виявив, що цей астероїд є супутником Юпітера і позначив його відповідно — S/1999 J 1.
У 2002 році супутник отримав назву Каллірое — від імені персонажа давньогрецької міфології. Калліроя була дочкою річкового бога Ахелоя (англ. Achelous) і закохалась у Зевса (у римському пантеоні — Юпітера).
10 січня 2007 р. космічний зонд New Horizons спостерігав і фотографував поверхню супутника Каллірое.

## Орбіта
Супутник обертається навколо Юпітера на відстані близько 24 млн км. Сидеричний період обертання — 758,77 земних діб. Орбіта має ексцентриситет ~0,2829.
Супутник належить до нерегулярних супутників групи Пасіфе, які мають середню відстань від Юпітера між 22,8 до 24,1 млн км, а нахил орбіти — між 144,5° до 158,3°.

## Фізичні характеристики
Супутник приблизно 8,6 кілометрів діаметр, альбедо 0,04. Оціночна густина 2,6 г/см³.